# Fuxingmen (metropolitana di Pechino)
Fuxingmen (in cinese:复兴门站S, Fùxīngmén zhànP) è una stazione della linea 1 e della linea 2 della metropolitana di Pechino.
Grazie a un interscambio fuori stazione, Fuxingmen è collegata anche alla stazione Taipingqiao della linea 19.
La stazione prende il nome da Fuxingmen, una delle antiche porte sulle cinta murarie di Pechino, demolita durante gli anni '60, nel corso di una vasta campagna di modernizzazione urbana, per far posto a quella che sarebbe diventata la seconda tangenziale urbana della città.

## Storia
Nel 1965, il Comitato Centrale del Partito Comunista Cinese approvò il Rapporto sulla costruzione della metropolitana di Pechino, che definiva chiaramente il piano per realizzare le prime stazioni della metropolitana. Tra queste figurava anche la stazione di Fuxingmen.
Il 15 gennaio 1971 aprì al pubblico la linea della prima fase della metropolitana di Pechino, nella tratta tra la stazione di Gongzhufen (oggi linea 1) e la stazione ferroviaria di Pechino Centrale (oggi parte della linea 2). In questa fase, la stazione di Fuxingmen non faceva parte dei progetti precedenti, ma era inclusa nella cosiddetta seconda fase della metropolitana di Pechino. Nel marzo successivo, infatti, iniziarono i lavori di realizzazione della stazione di Fuxingmen.
Il 20 settembre 1984 la stazione fu ufficialmente aperta al pubblico, entrando in funzione come stazione della linea della seconda fase (oggi linea 2). La linea operava lungo il secondo anello ferroviario nella sua sezione occidentale, settentrionale e orientale con un percorso a forma di "ferro di cavallo" e copriva il tratto tra le stazioni di Fuxingmen e Jianguomen, con un totale di 12 fermate e una lunghezza di 16,1 km.
Il 24 dicembre 1987, poiché il percorso ad anello della linea della seconda fase era ormai concluso, le due linee vennero riorganizzate e rinominate in linea 1 e linea circolare . La stazione di Fuxingmen iniziò a operare come una stazione di interscambio tra le due linee, diventando la prima della Cina a svolgere questa funzione.
Il 1° gennaio 2002 la "linea circolare della metropolitana di Pechino" viene ufficialmente ridenominata linea 2.